# Introdacqua
Introdacqua är en ort och kommun i provinsen L'Aquila i regionen Abruzzo i Italien. Kommunen hade 2 093 invånare (2018).